# Río Quequén Grande

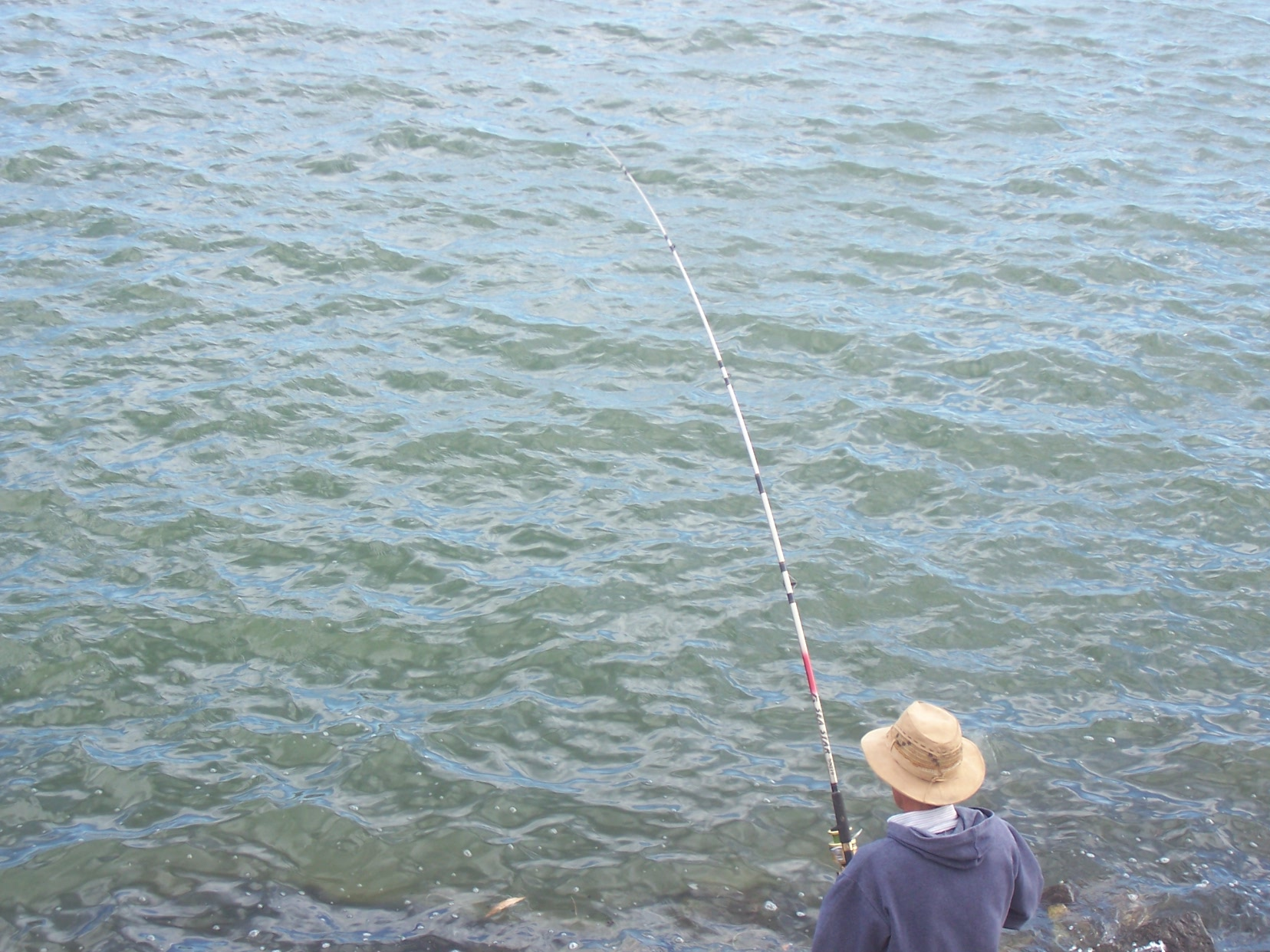
Le río Quequén Grande est fort riche en poissons et représente un excellent emplacement pour les pêcheurs.

Le río Quequén Grande est un petit fleuve argentin qui traverse une grande partie du sud-est de la province de Buenos Aires.

## Description
Il naît dans le partido de Benito Juárez par la confluence de deux cours d'eau, qui naissent de la Laguna del Quequén, appelée aussi "Yehuincó", qui sont des vocables mapuches ou araucans.
Depuis sa naissance, il parcourt environ 180 km et traverse les partidos de Benito Juárez, Tandil, San Cayetano, Adolfo Gonzáles Chaves, Lobería y Necochea.
Le fleuve coule sur l'antique socle rocheux du Gondwana ou bouclier brésilien, affleurant à cet endroit, ainsi qu'en témoigne la Sierra de Tandil. On appelle ce socle massif de Brasilia, un des plus anciens de la planète. C'est ce qui explique que son lit est formé de roches dures et résistantes, qui donnent lieu à des cascades et des chutes d'eau fort pittoresques un peu partout sur son parcours. 

## Bassin et débit
Son bassin a une superficie de 9 914 km2, comparable en cela au département français de la Gironde. Il reçoit six ou sept affluents et quelque 25 à 30 sous-affluents. 
Son débit moyen est de 36 m3/s, un peu plus que celui de la Somme en France.

## Ichtyofaune
Les espèces hébergées et recherchées par les pêcheurs sont les variétés de pejerrey, dont le célèbre Odontesthes bonariensis, des truites, des poissons-chats, des dentudos et des corvinas roses. 

## Navigabilité
Il a son embouchure dans l'océan Atlantique entre les villes de Necochea et de Quequén, où se trouve l'un des plus importants ports du pays. Celui-ci comporte deux jetées de protection ou brise-lames: celle de l'ouest a une longueur de 1.200 m (en 2006 on travaillait à son agrandissement), et celle de l'est d'une longueur de 572 m. 
Il est navigable pour des petites embarcations, depuis son embouchure jusqu'aux premières cascades, en amont du pont de la route nationale numéro 86.